# Międzynarodowa Organizacja Uchodźców
Międzynarodowa Organizacja Uchodźców (ang. International Refugees Organization, w skrócie IRO) – powołana przy ONZ rezolucją 62/I Zgromadzenia Ogólnego 15 grudnia 1946 organizacja opieki nad uchodźcami. Istniała w latach 1946–1951, powołana na miejsce Organizacji Narodów Zjednoczonych do Spraw Pomocy i Odbudowy, zastąpiona z kolei przez Urząd Wysokiego Komisarza Narodów Zjednoczonych ds. Uchodźców.
Do uchodźców konstytucja IRO zaliczała uciekinierów z obszarów rządzonych bądź okupowanych przez reżimy faszystowskie lub z nimi sprzymierzone, emigrantów z Hiszpanii oraz uznanych za uchodźców przez wcześniejsze umowy międzynarodowe, także osoby przebywające w wyniku wojny poza granicami państwa, którego dana osoba jest obywatelem, i nie może lub nie chce korzystać z ochrony tego państwa, oraz dzieci przebywające poza krajem pochodzenia (bądź nieustalonej narodowości) a których rodzice zginęli lub zaginęli w wyniku wojny. Statusu tego odmówiono zbrodniarzom wojennym i kolaborantom.
Ówczesne komunistyczne władze Polski odmówiły przystąpienia do tej organizacji pod pretekstem obrony suwerenności, podobnie potraktowały jej następcę.